# اورنیتودوروس
اورنیتودروس (نام علمی: Ornithodoros) یا پرنده‌داد، نام یک سرده از راسته کنه از خانواده کنه‌های نرم (Argasidae) است. نام این سرده از واژه‌های یونانی ornithos (به معنی پرنده) و doros (به معنی هدیه) انتخاب شده است.
کنه‌ها از جمله انگلهای اجباری هستند که با خونخواری از حیوانات مختلف و دام‌ها باعث ایجاد کم‌خونی می‌گردند اما مهمتر از آن بیماری‌هایی مانند تب راجعه کنه‌ای است که توسط آنها عامل بیماری ( بورلیا) منتقل می‌گردند.